# Macrinus milleri
Macrinus milleri är en spindelart som beskrevs av Lodovico di Caporiacco 1955. Macrinus milleri ingår i släktet Macrinus och familjen jättekrabbspindlar.
Artens utbredningsområde är Venezuela. Inga underarter finns listade i Catalogue of Life.